# Garéoult
Garéoult é uma comuna francesa na região administrativa da Provença-Alpes-Costa Azul, no departamento de Var. Estende-se por uma área de 15,75 km². Em 2010 a comuna tinha 5 409 habitantes (densidade: 343,4 hab./km²).